# Офорты Рембрандта

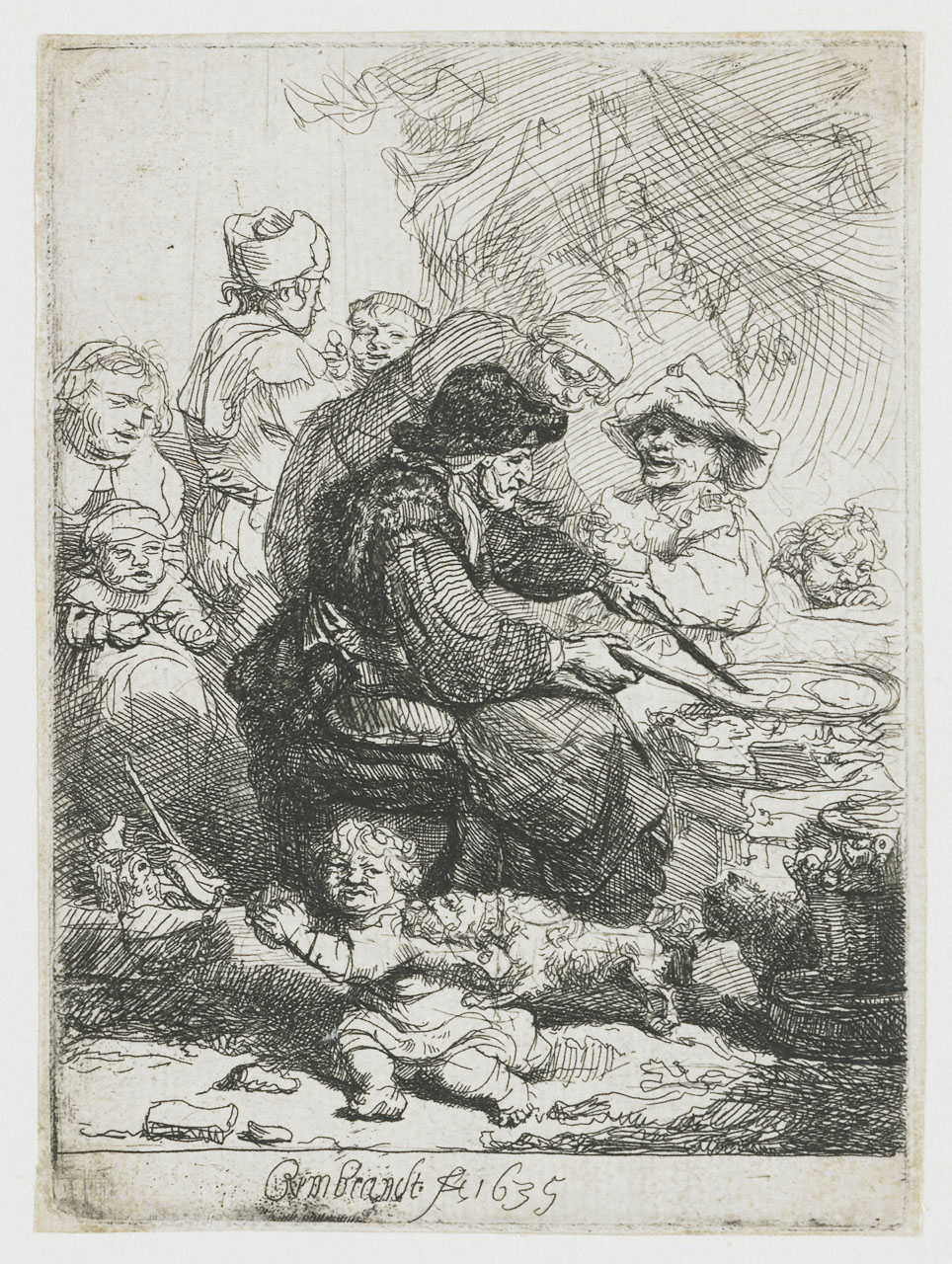
Блинщица. 1635

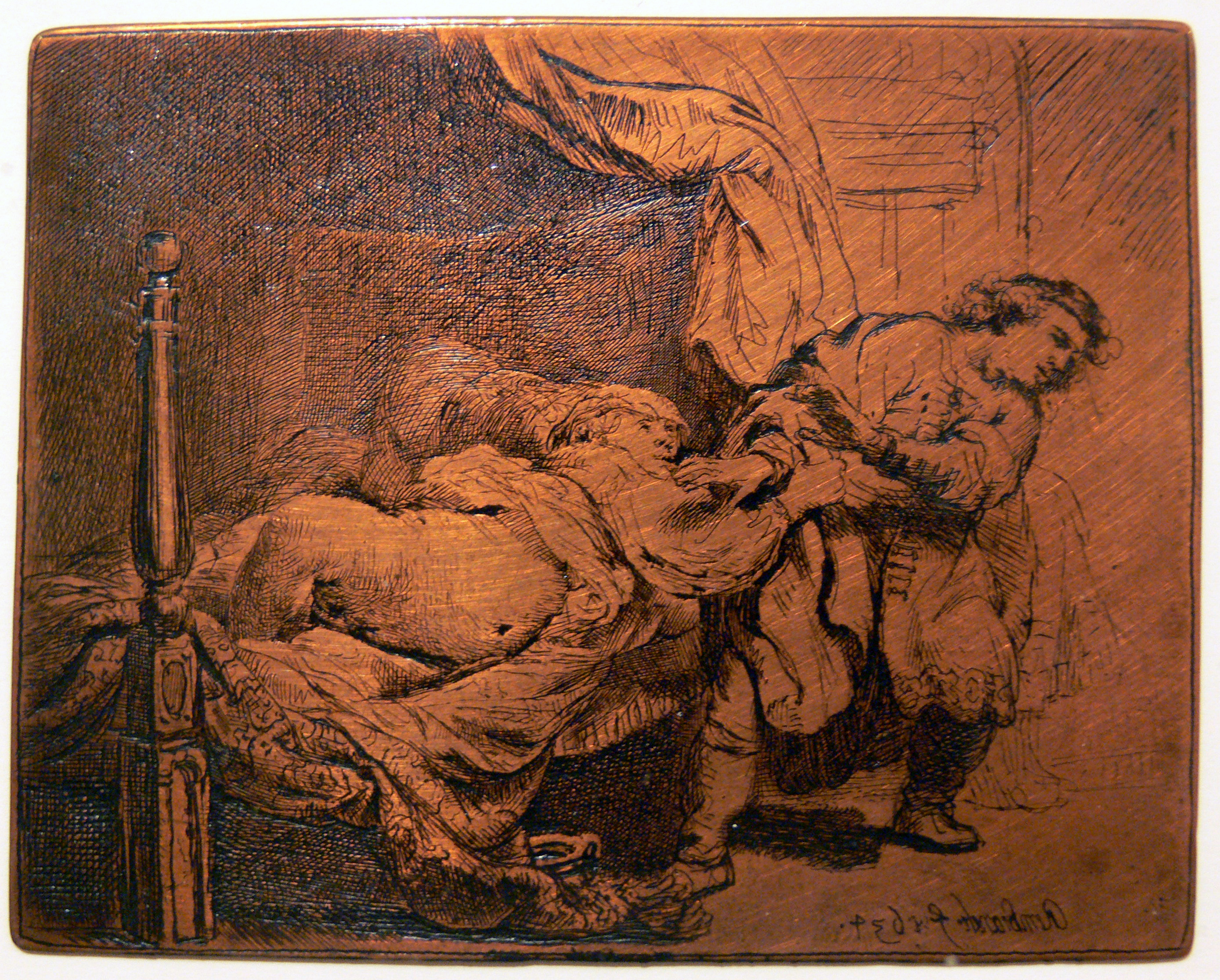
Оригинальная медная пластина

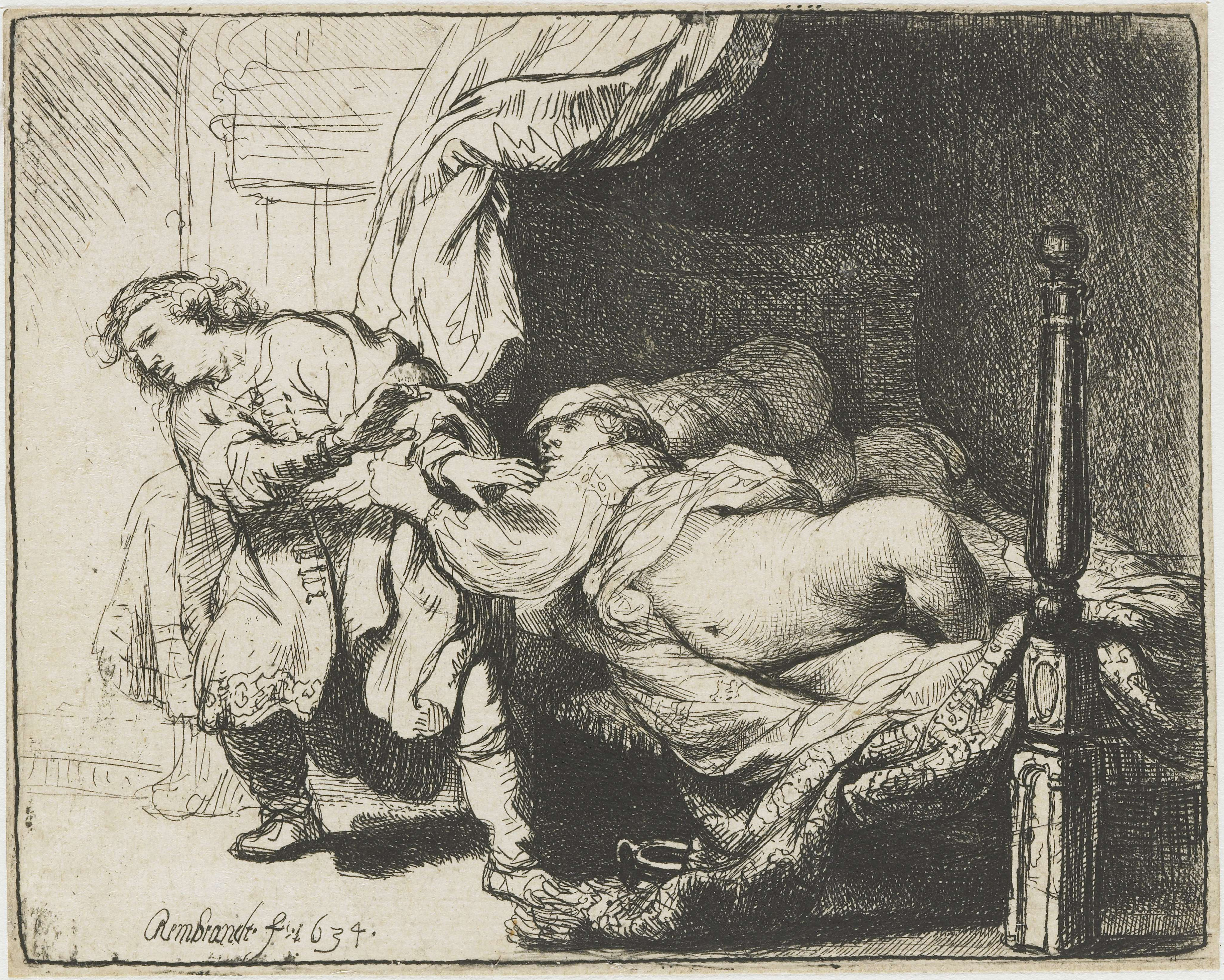
Иосиф и жена Потифара. 1635

Выдающийся голландский художник «Золотого века Нидерландов» Рембрандт Харменс ван Рейн (15 июля 1606 — 4 октября 1669), живописец и рисовальщик, занимался на протяжении всей творческой жизни не только рисовальной графикой и живописью, но и гравированием в технике офорта.
Первые два офорта «Отдых на пути в Египет» и «Обрезание» датированы 1626 годом, а последний «Портрет Яна ван дер Линдена» выполнен в 1665 году. Он также коллекционировал офорты других художников, таких, как Альбрехт Дюрер, Геркулес Сегерс, Джованни Кастильоне.
Рембрандт выполнял в технике офорта композиции в разных жанрах: библейские и мифологические сцены и персонажи, портреты (в том числе большое количество автопортретов), пейзажи, изображения нищих, аллегории, обнажённая натура, эротические сцены и многое другое.
В офортах конца 1620-х годов Рембрандт, в основном, экспериментировал с портретами нищих и автопортретами, изображая себя то удивлённым, то сердитым, то кричащим. В 1630-е годы он создаёт офорты с бытовыми зарисовками и библейскими сценами. В 1640-е годы Рембрандт достиг совершенства в технике офорта, он создал шедевры в пейзаже («Мельница», «Три дерева») и в библейских сценах — «Христос, исцеляющий больных (Лист в сто гульденов)». Преуспел Рембрандт и в создании психологических портретов своих современников. В 1650-е годы у Рембрандта появляются новые подходы к созданию офортов: произведения, выполненные в предельно живописной, почти эскизной манере. Особенно велики достижения Рембрандта в создании так называемых «ночных сцен» — гений светотени сумел совершить переворот и в технике гравирования. После 1658 года Рембрандт создал только один офорт по заказу, сосредоточившись на написании живописных картин.

 В рисунках и, особенно, в офортах Рембрандта свет и тень создают поистине ирреальное, мистическое ощущение. Именно в графике техника Рембрандта стала необычайно свободной, полностью раскрепощённой. Офорты художника кажутся незавершёнными, эскизными, но это обманчивое ощущение. Если о живописи Рембрандта часто говорят, что её главная особенность — светотень, или «светящаяся тень», то об офортах этого художника можно сказать, что их красота — в цвете, хотя формально они представляют собой чёрно-белую графику. Рембрандт, как никто другой, умел придавать цветность белой бумаге и чёрной тени, вернее густой, трепещущей сетке штрихов за счёт их разнонаправленности, многообразия тактильной текстуры и выпуклой густоты офортной краски (офортные оттиски отличаются еле заметной выпуклостью штрихов). Как и в живописи эти штрихи начинают вибрировать золотистым или серебристым цветом, создавая особенную тональную атмосферу
Некоторые офорты перекликаются с живописными произведениями: сначала изготовлялся офорт, а через некоторое время тот же сюжет реализовывался на холсте, бывало и наоборот. Офорты приносили Рембрандту неплохой доход и позволяли познакомить со своим творчеством широкий круг людей, тогда как картина могла долгие годы быть скрытой от публики. За пределами Нидерландов Рембрандта лучше знали именно как гравёра.
Стремление к совершенствованию приводило иногда к тому, что Рембрандт создавал одну композицию в течение многих лет. Знаменитым офортом «Христос, исцеляющий больных (Лист в сто гульденов)» он занимался семь лет, а к созданному в 1653 году «Три креста» он вернулся в 1660 году, но так и не завершил эту работу.
Выдающийся знаток нидерландского искусства Эжен Фромантен писал в своей знаменитой книге «Старые мастера» о Рембрандте, что «анализируя весь механизм его живописи, мы придём в конце концов к тому, что уловим его первичную сущность в гравюре. Рембрандт весь целиком в своих офортах. Его ум, стремления, фантазии, мечты, здравый смысл и химеры, попытки изобразить неизобразимое и открыть реальность в небытии — всё это обнаруживается в двадцати его офортах, которые позволяют предчувствовать живописца и, более того, объясняют его… Нет никого, кто не поставил бы этого гравёра выше всех других гравёров».

## Техника и процесс работы над гравюрой
Рембрандт порой по многу раз переделывал один и тот же офорт, в результате чего многие его произведения известны в нескольких так называемых «состояниях» (фиксирующих последовательные авторские изменения обработки гравировальной «доски») и все они считаются согласно специфике печатной графики полноценными оригиналами. Рембрандт всегда сам печатал свои офорты с последующей доработкой и число таких «состояний» иногда доходило до десяти-двенадцати, что было исключительным в практике гравирования того времени.
В различных состояниях офортной доски часто заметны не только изменения штриха и тона, но и расположение фигур и многих деталей. Разные состояния одних и тех же гравюр были, разумеется, известны и ранее, но никто до Рембрандта не пользовался этим свойством гравюры как художественным средством для создания столь многомерных, обладающих временны́м измерением, произведений искусства".
Рембрандт использовал комбинированную «манеру» (так в печатной графике называют совокупность технических приёмов): травление кислотой офортного штриха в сочетании с резцом и «сухой иглой» (непосредственным рисованием на медной доске офортной иглой без последующего травления). При нанесении рисунка «сухой иглой» на медной доске остаются «барбы» (заусенцы по краям штриха). Если их не загладить, при печатании они захватывают дополнительное количество чёрной краски и на бумаге остаются бархатистые пятна, похожие на размывку кистью. Это придаёт гравюре особенную живописность. Ранее такой эффект считали браком, но Рембрандт использовал его сознательно. Усиливая живописность оттисков, Рембрандт также использовал «затяжки тона», снимая излишки краски с доски перед печатью неравномерно и кроме того применял тальк для высветления отдельных частей. Экспериментировал он и с бумагой, в частности, использовал так называемую «японскую бумагу» с желтоватым оттенком, оттиски на которой получаются более цельными из-за объединяющего полутона.
Размеры офортов изменяются от нескольких сантиметров — офорт «Голова кричащего мужчины в меховой шапке» имеет размеры 36 × 29 мм. — до нескольких десятков сантиметров — офорт «Христос перед Пилатом» имеет размеры 547 × 447 мм.
Часть офортов Рембрандтом подписана: до 1633 года — RHL (Rembrandus Hermanni Leidensis), после — Rembrandt f. (Rembrandt fecit). Неподписанные офорты были предметом дискуссий исследователей относительно их авторства на протяжении столетий.
Первый каталог офортов Рембрандта в 1810 году составил голландский гравёр и коллекционер Кристиан Йоси. Одним из наиболее авторитетных каталогов офортов Рембрандта является каталог Bartsch, поэтому для указания офорта используется его классификация (B29 означает 29-й офорт из каталога Bartsch). Всего в этом каталоге было 375 офортов. За годы, прошедшие после его издания, 89 офортов были исключены из списка и 3 добавилось. Таким образом, в настоящее время насчитывается 289 офортов Рембрандта.
Некоторые офорты сохранились только в 1—2 экземплярах, поэтому полную коллекцию собрать практически невозможно. Только несколько крупнейших музеев мира обладает солидной коллекцией офортов Рембрандта, одной из наиболее полных является коллекция Эрмитажа, которая была завещана музею выдающимся русским искусствоведом, коллекционером и юристом, Дмитрием Александровичем Ровинским (1824—1895).

## Наиболее известные офорты
- Мельница
- Три дерева
- Три креста
- Фауст
- Христос, исцеляющий больных (Лист в сто гульденов)
- Христос перед народом

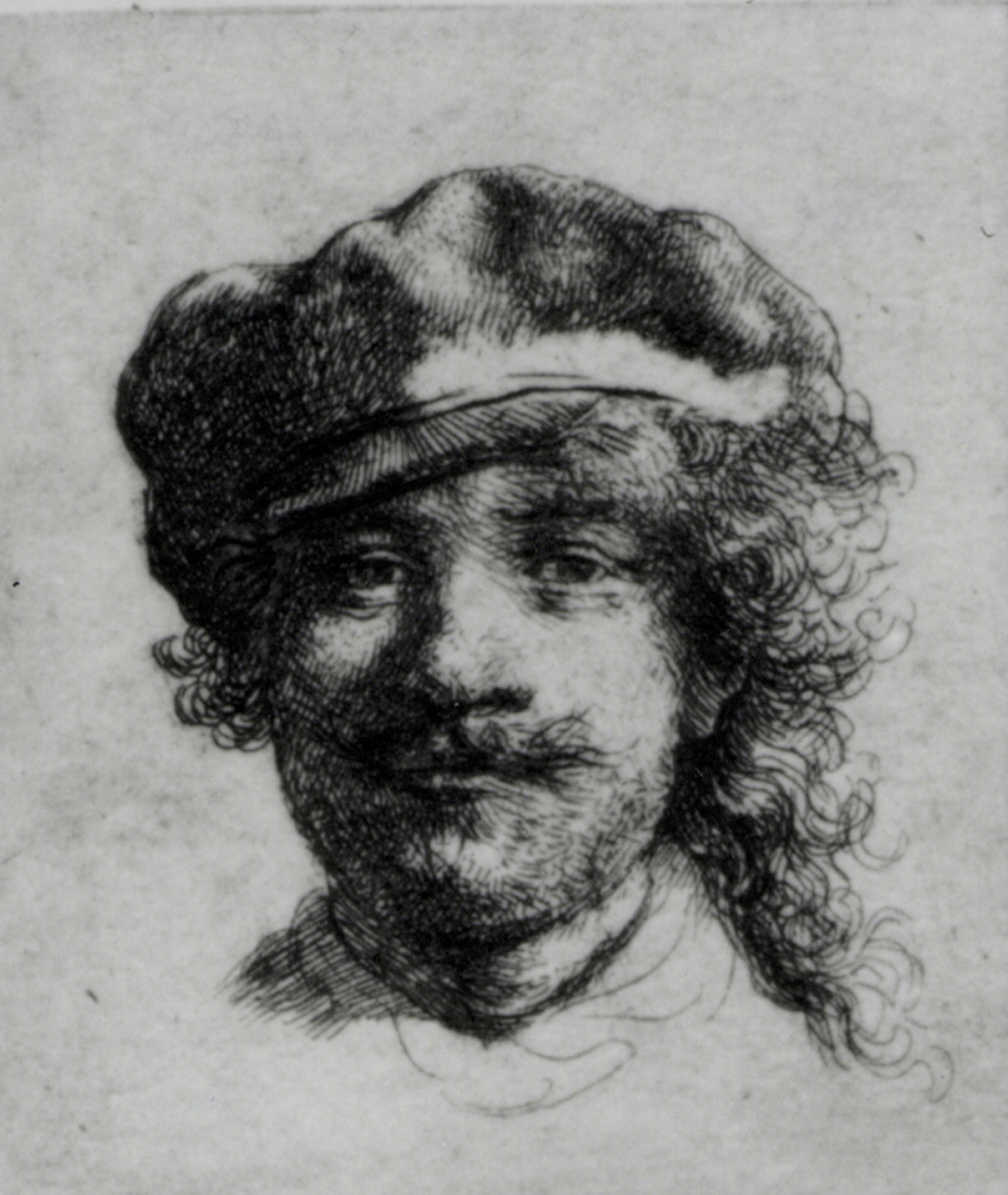
Автопортрет. Ок. 1634
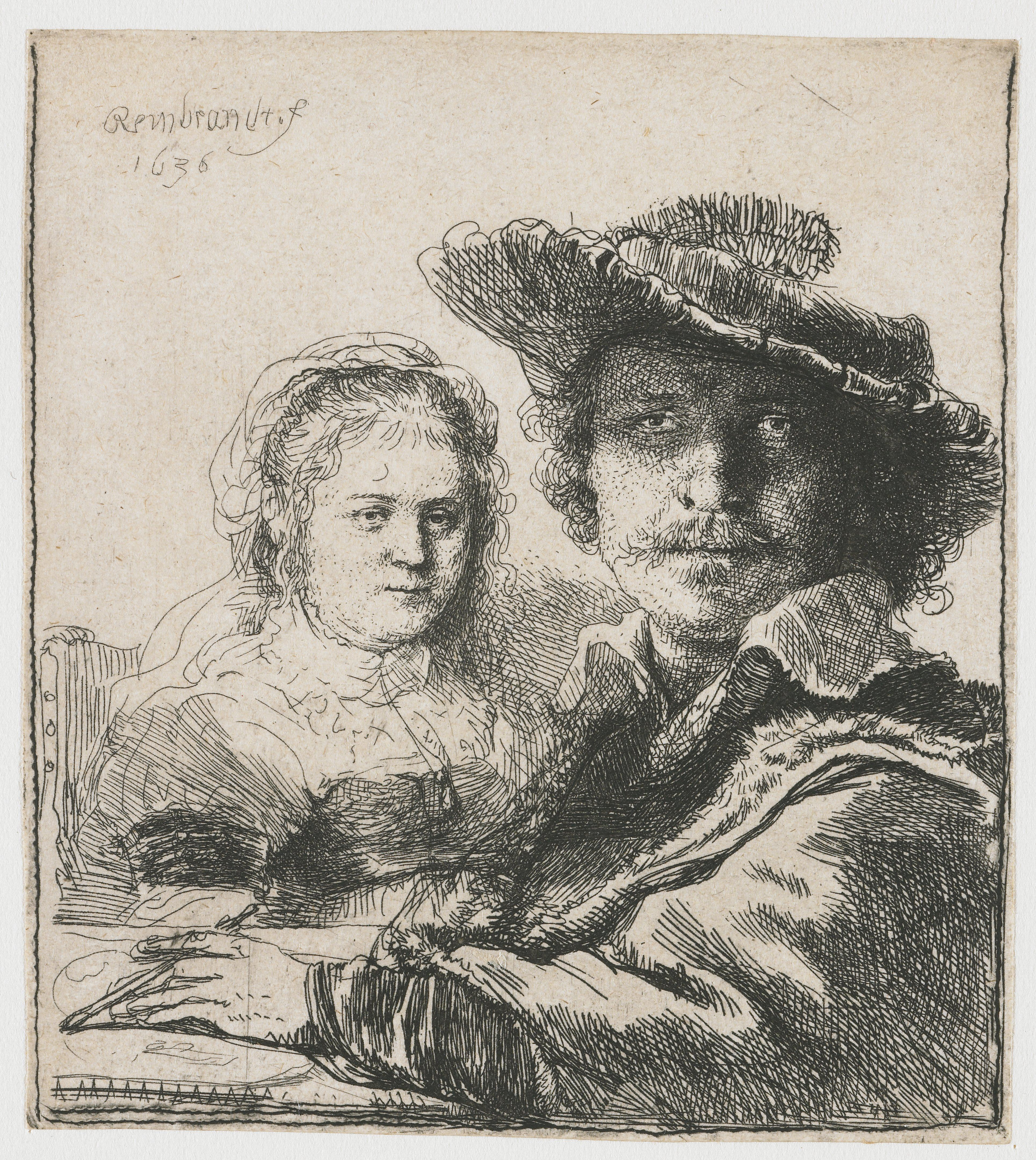
Автопортрет с Саскией. 1636
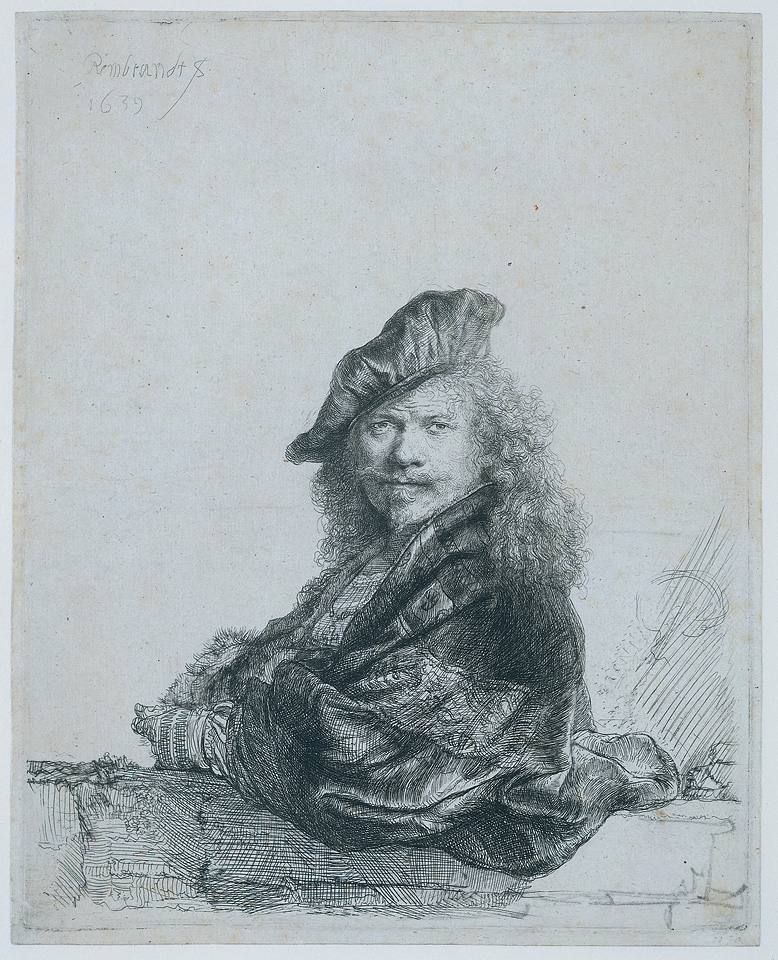
Автопортрет. 1639
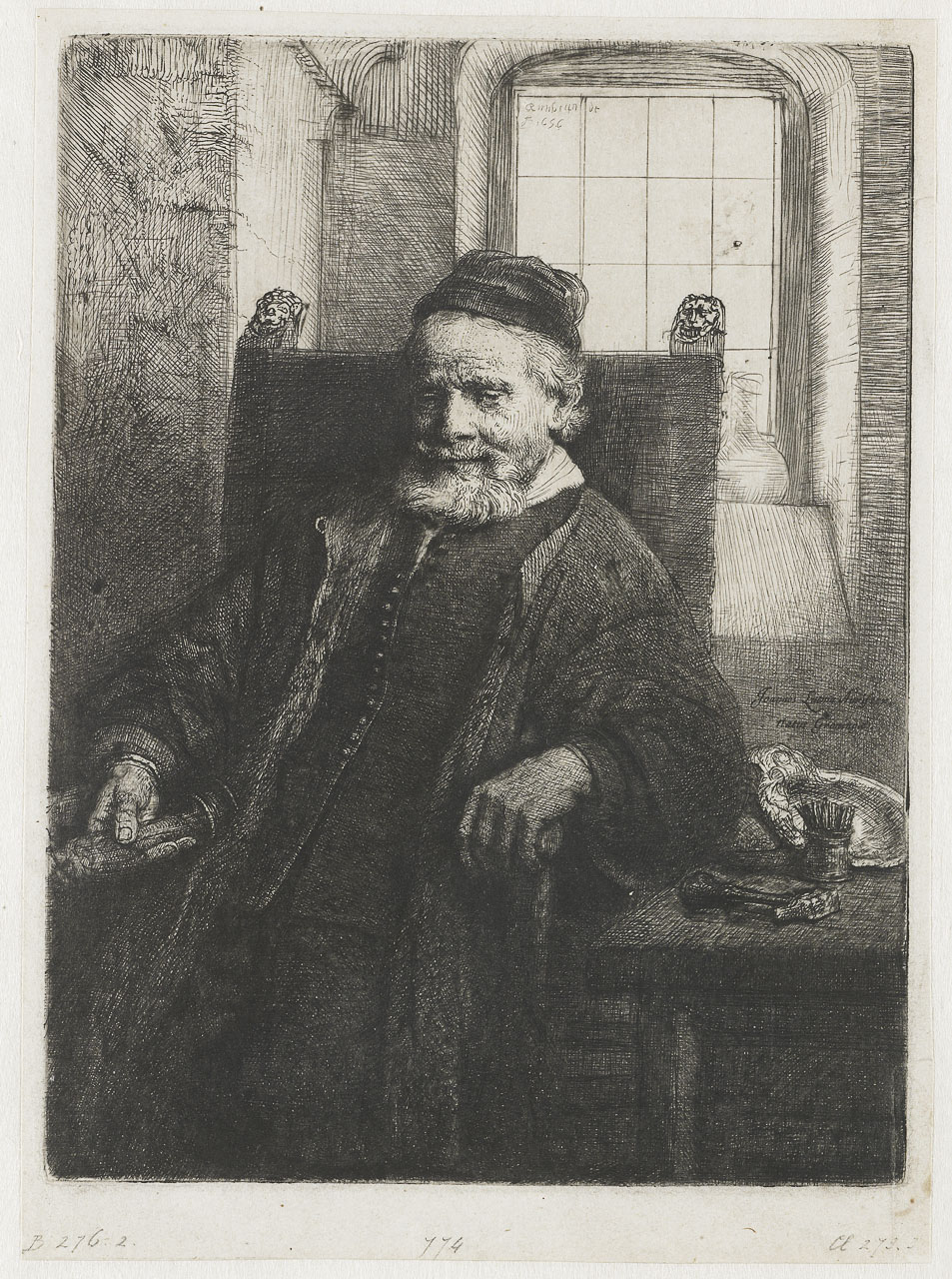
Портрет Иоганнеса Лутмы. 1656
Адам и Ева. 1638
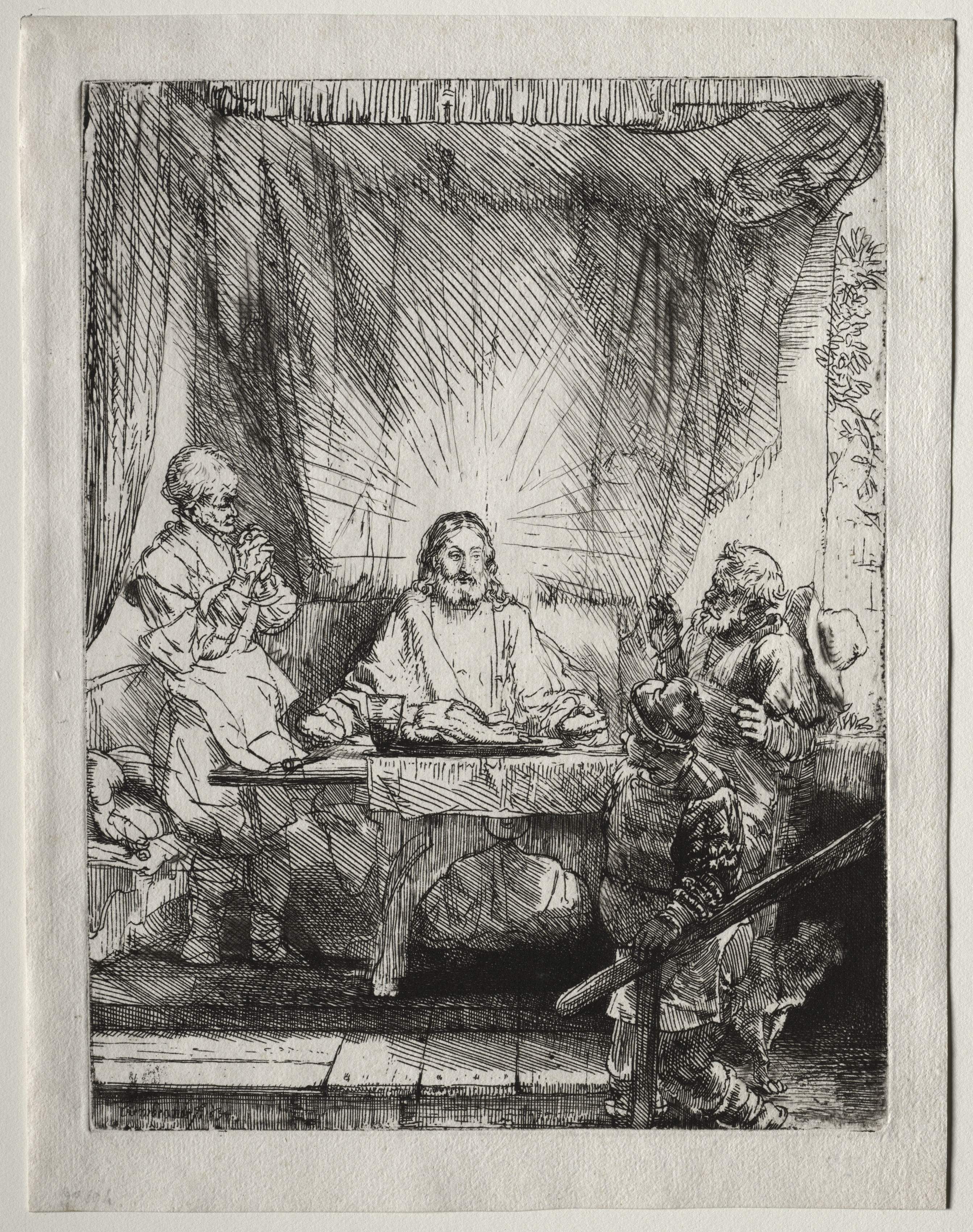
Христос в Эммаусе. 1654
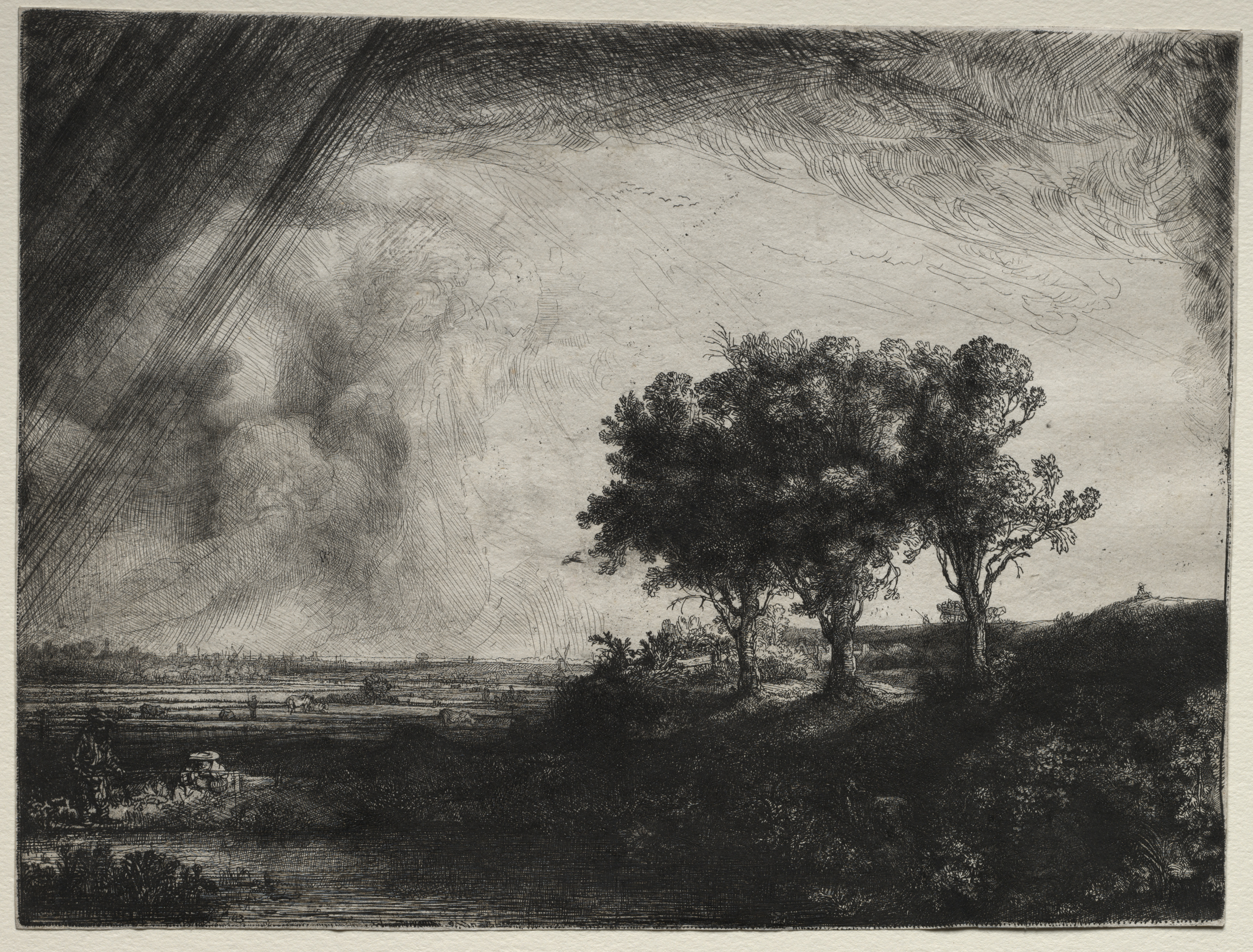
Три дерева. 1643
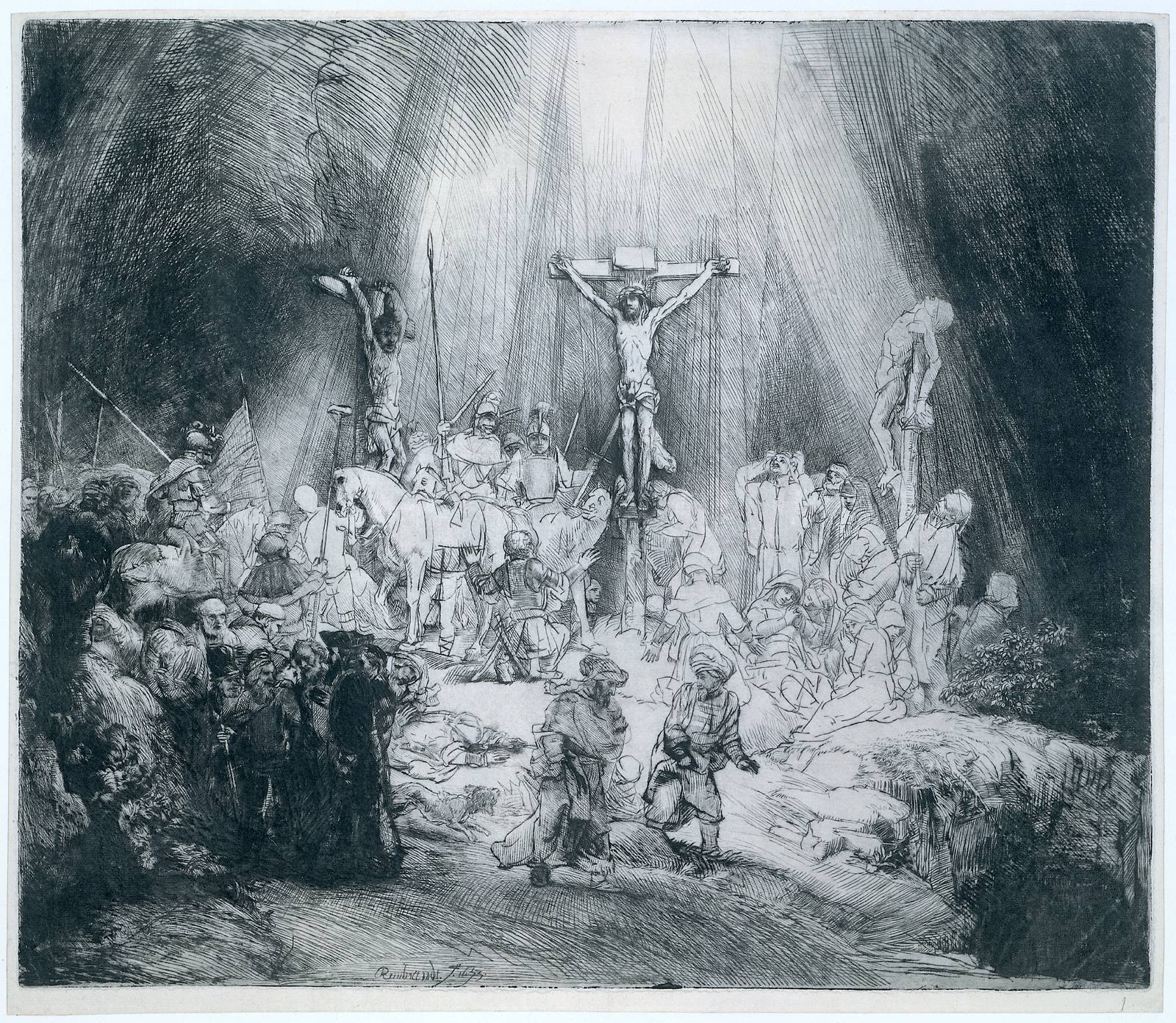
Три креста. 1653
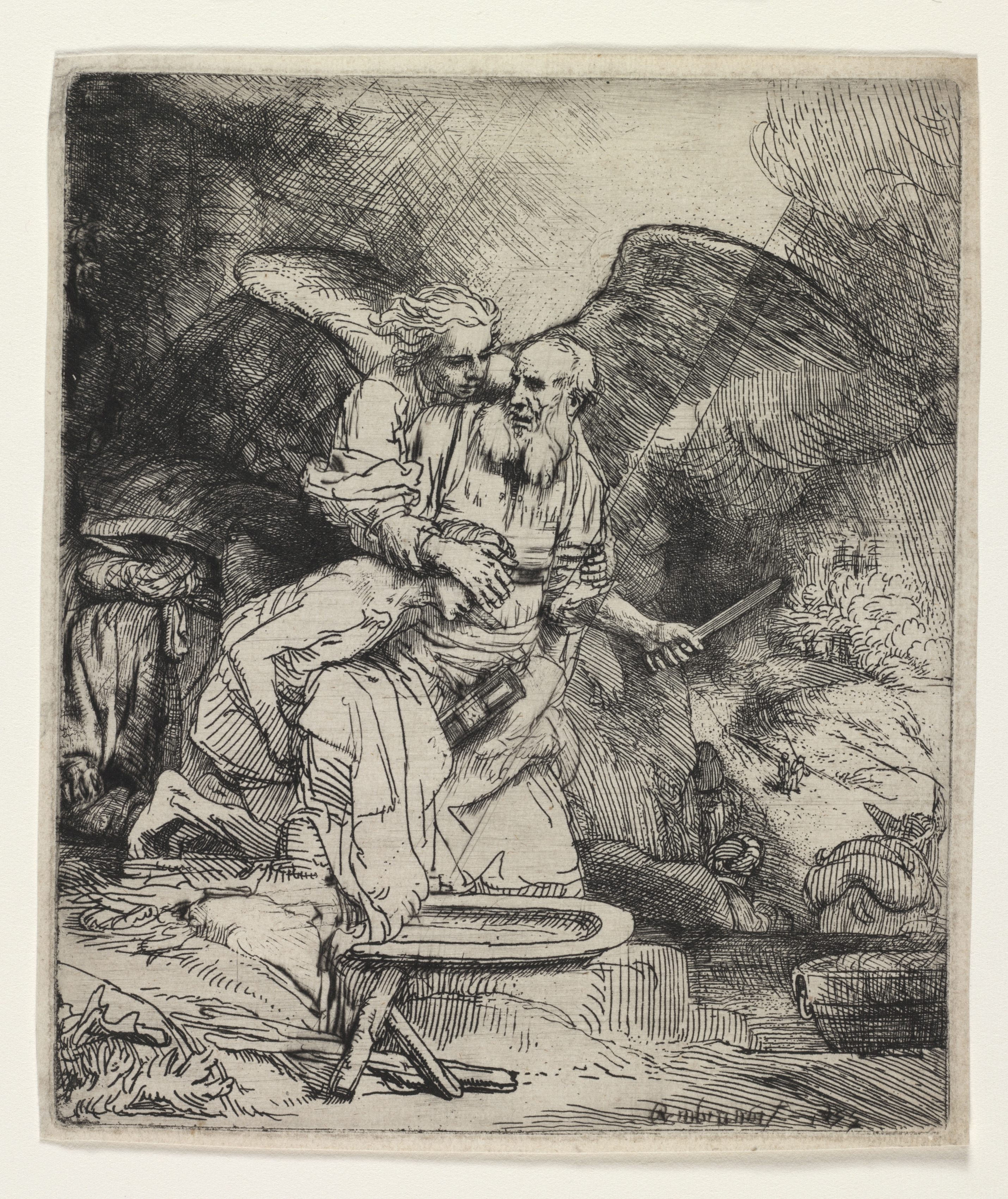
Жертвоприношение Авраама. 1655
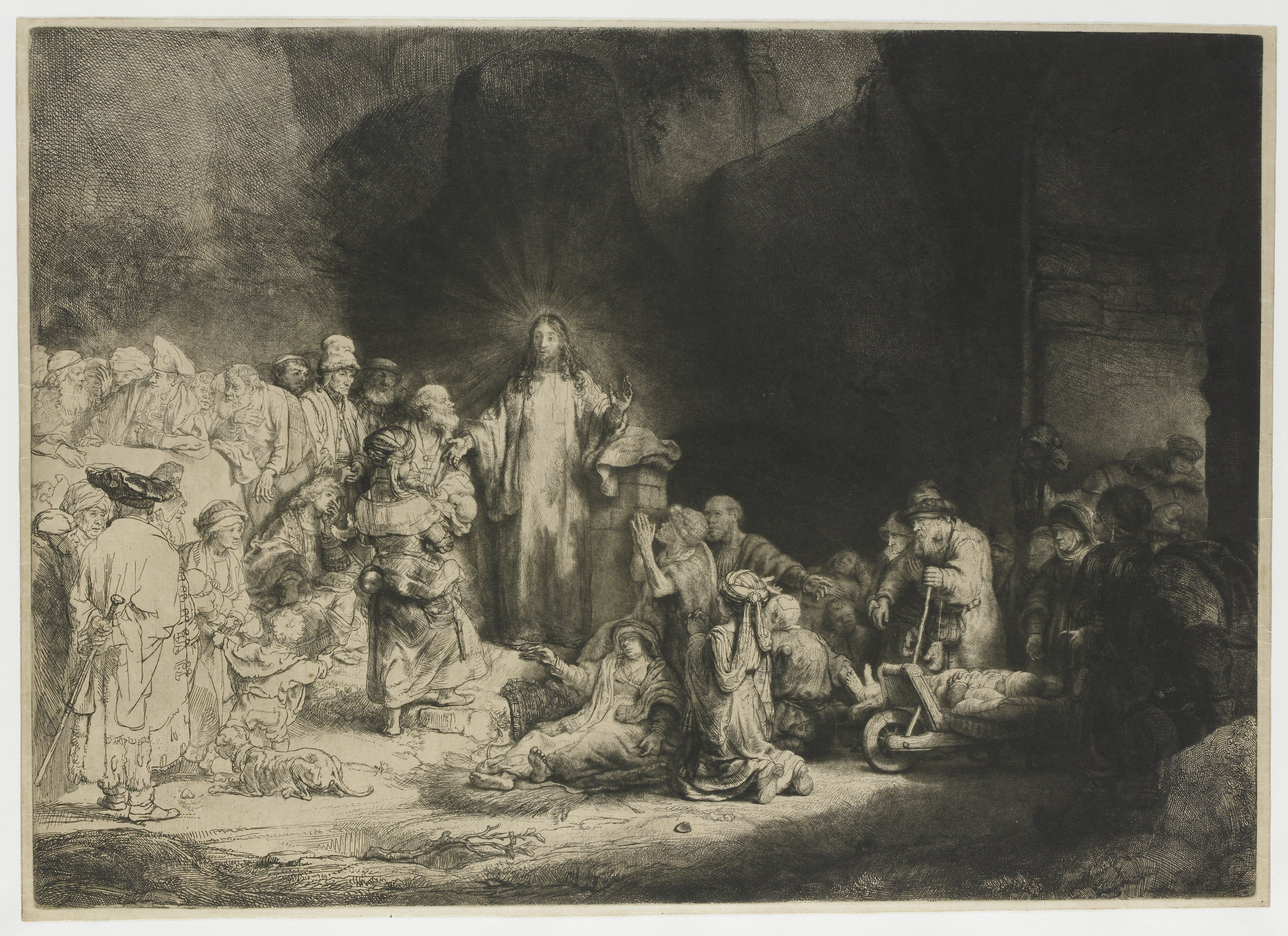
Христос, исцеляющий больных. 1643—1649
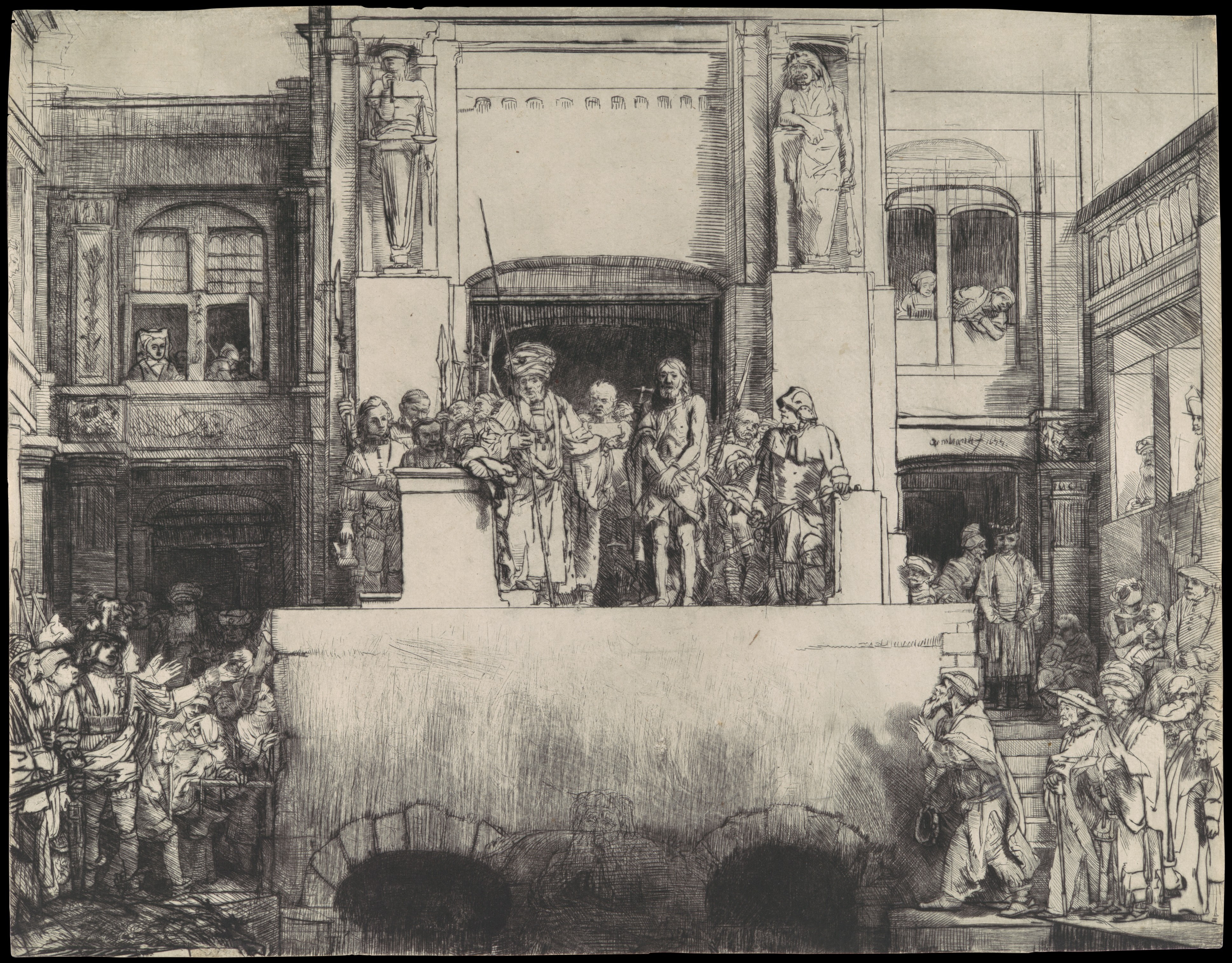
Христос перед народом. 1655